# لبخند بزن
لبخند بزن (به انگلیسی: U Smile) نام ششمین تک‌آهنگ جاستین بیبر، خوانندهٔ نوجوان کانادایی است. این ترانه در جدول ۱۰۰ اثر برتر بیلبورد رتبهٔ ۲۷ و در ۱۰۰ اثر برتر کانادا رتبهٔ ۱۷ را بدست آورد.

## متن آهنگ
u smile
Oh
Yeah
Mmmm
I'd wait on you forever and a day
Hand and foot
Your world is my world
Yeah
Ain't no way you're ever gon' get
Any less than you should
Cause baby
You smile I smile (oh)
Cause whenever
You smile I smile
Hey hey hey
Your lips, my biggest weakness
Shouldn't have let you know
I'm always gonna do what they say (hey)
If you need me
I'll come running
From a thousand miles away
When you smile I smile (oh whoa)
You smile I smile
Hey
Baby take my open heart and all it offers
Cause this is as unconditional as it'll ever get
You ain't seen nothing yet
I won't ever hesitate to give you more
Cause baby (hey)
You smile I smile (whoa)
You smile I smile
Hey hey hey
You smile I smile
I smile I smile I smile
You smile I smile
Make me smile baby
Baby you won't ever work for nothing
You are my ins and my means now
With you there's no in between
I'm all in
Cause my cards are on the table
And I'm willing and I'm able
But I fold to your wish
Cause it's my command
Hey hey hey
You smile I smile (whoa)
You smile I smile
Hey hey hey
You smile I smile
I smile I smile I smile
You smile I smile
Oh
You smile I smile
You smile I smile
وقتی تو می خندی
اوه بله
من واسه تو تا ابد صبر می کنم
از سر تا پا
دنیای تو دنیای منه
بله
و اگه تو هیچ راهی پیش پام نذاری و هر چی قدر کم تر از اونی که
باید بکنی انجام می دی !
به خاطر این که هر وقت تو می خندی منم می خندم
هی هی هی
لبای تو بزرگترین نقطه ضعف منن نمی دونم باید بهت می گفتم یا نه؟
من همیشه اون کاریو که اونا می گن انجام می دم
هی
اگه تو به من نیاز داشته باشی من از کیلومتر ها دور تر دوان دوان واست میام
وقتی تو لبخند می زنی منم می خندم
عشقم من قلبمو به تو هدیه می دم
این بی قیدو وشرط ترین کاریه که می تونم بکنم
من هیچ وقت از این که بیشتر بهت توجه کنم بی میل نمی شم
به خاطر این که
هر وقت تو لبخند می زنی منم می خندم
هی هی هی
لبخند می نی منم می خندم(4 بار)
منو بخندون عشقم
تو هیچ وقت واسه هیچی کار نمی کنی
تو همه ی معنیه من هستی
و هیچ چیز بین تو نیست
من واسه همه کاری هستم
چون حالا همه ی کارتای من رو میز هستن و من قادر به
تصمیم گیری هستم
ولی این جوری من با این کار آرزوی تو رو خراب می کنم
چون تو لبخند می زنی منم می خندم
هی هی هی
تو می خندی منم می خندم(6 بار)

## نماهنگ
نماهنگ این ترانه در ۳۰ سپتامبر ۲۰۱۰ منتشر شد. این نماهنگ در سال ۲۰۱۱ در مراسم اهدای جوایز ام‌تی‌وی برندهٔ جایزهٔ «بهترین نماهنگ در بین مردان» شد.